# منزل فخر الدولة
منزل فخر الدولة (بالفارسية: خانه فخرالدوله) هو منزل تاريخي يعود إلى عصر القاجاريون، ويقع في طهران.